# بازگشت جدای
بازگشت جدای (انگلیسی: Return of the Jedi) یک فیلم آمریکایی در ژانر اپرای فضایی حماسی به کارگردانی ریچارد مارکوند است که در سال ۱۹۸۳ منتشر شد. فیلم‌نامه این فیلم توسط لارنس کاسدان و جرج لوکاس از داستانی به‌قلم لوکاس نوشته شده‌است. بازگشت جدای سومین فیلم این فرنچایز، سومین قسمت از سه‌گانهٔ اصلی جنگ ستارگان و سومین فیلم در «حماسهٔ اسکای‌واکر» محسوب می‌شود. داستان این فیلم یک سال پس از وقایع امپراتوری ضربه می‌زند (۱۹۸۰) رخ می‌دهد. در این فیلم مارک همیل، هریسون فورد، کری فیشر، بیلی دی ویلیامز، آنتونی دنیلز، دیوید پراوز، کنی بیکر، پیتر میهیو و فرانک اوز ایفای نقش می‌کنند. این فیلم جایزه اسکار دستاورد ویژه را کسب کرد.
در این فیلم، امپراتوری کهکشانی به رهبری پالپاتین در حال ساخت دومین ستارهٔ مرگ است تا یک‌بار و برای همیشه اتحاد شورشیان را از بین ببرد. از آن‌جا که پالپاتین قصد دارد شخصاً بر مراحل پایانی ساخت ستارهٔ مرگ نظارت داشته باشد، ناوگان شورشی به‌منظور جلوگیری از تکمیل آن و کشتن پالپاتین، حملهٔ گسترده‌ای را بر ستارهٔ مرگ انجام می‌دهند. این حملهٔ در نهایت به بهترین نحو به کنترل امپراتوری بر کهکشان پایان می‌دهد. در همین حال، لوک اسکای‌واکر که اکنون یک شوالیهٔ جدای است، در تلاش است تا پدرش دارث ویدر را به سمت روشن نیرو بازگرداند.
استیون اسپیلبرگ، دیوید لینچ و دیوید کراننبرگ برای کارگردانی این پروژه در نظر گرفته شده بودند، اما در نهایت این وظیفهٔ به ریچارد مارکوند رسید. تیم تولید در حین مراحل پیش‌تولید روی استوری‌برد‌های لوکاس حساب کردند. هنگام نوشتن دکوپاژ فیلم، لوکاس، کاسدان مارکوند و تهیه‌کنندهٔ فیلم هوارد کازانجیان، دو هفته به گفت‌وگو و مباحثه در مورد ایده‌های ساخت فیلم پرداختند. برنامه‌ریزی هوارد کازانجیان باعث شد که فیلم‌برداری چند هفته زودتر آغاز شود تا کمپانی اینداستریال لایت اند مجیک زمان بیشتری برای کار روی جلوه‌های فیلم در مراحل پس از تولید داشته باشد. مراحل فیلم‌برداری از ژانویه تا مهٔ ۱۹۸۲ در انگلستان، کالیفرنیا و آریزونا به طول انجامید.
بازگشت جدای در ۲۵ مهٔ ۱۹۸۳—شش سال پس از روز اکران فیلم نخست—در سینماها به نمایش درآمد. این فیلم با نقدهای مثبتی همراه بود؛ اگرچه بسیاری معتقد بودند که این فیلم با عظمت سینمایی فیلم‌های پیشین مطابقت ندارد. این فیلم در ابتدای نمایش سینمایی خود ۳۷۴ میلیون دلار فروش داشت و پرفروش‌ترین فیلم سال ۱۹۸۳ شد. کتابخانهٔ کنگرهٔ ایالات متحده در سال ۲۰۲۱ آن را برای نگه‌داری در فهرست ملی ثبت فیلم برگزید. چندین انتشار مجدد و تجدید نظر از این فیلم در طول دهه‌ها منتشر شده که فروش کلی فیلم را به ۴۷۵ میلیون دلار رسانده‌است. پس از بازگشت جدای مجموعهٔ فیلم‌های سه‌گانهٔ پیش‌درآمد و سه‌گانهٔ دنباله منتشر شدند که در نهایت باعث تکمیل داستان «حماسهٔ اسکای‌واکر» شد.

## داستان

هنر خیابانی توسط هنرمند نروژی Dolk. در برگن در سال 2009 گرفته شده است.

داستان فیلم، یک سال پس از وقایع زمانی «امپراتوری ضربه می‌زند»، اتفاق می‌افتد. لوک اسکای‌واکر به همراه اعضای ائتلاف شورشیان به سیاره تاتوئین می‌رود تا دوستش هان سولو را از چنگ جابای هات نجات دهد. در همین اثنا، امپراتوری کهکشان، تصمیم می‌گیرد تا با یک ستاره مرگ نیرومندتر، نیروهای انقلابی را در هم بشکند. ناوگان انقلابیون نیز در حال تدارک دیدن یک حمله تمام عیار به این ایستگاه فضایی جدید است.
پس از رهایی سولو و شکست جابا در تاتوئین، لوک اسکای‌واکر به سیاره داگوبا می‌رود تا تعلیماتش را نزد استاد بزرگ جدای، یودا که آنجا در گوشه انزوا به سرمیرود، به اتمام رساند، ولی یودا را در بستر مرگ و گذران آخرین لحظه‌های زندگی می‌یابد. یودا در پاسخ به تقاضای لوک، به او می‌گوید که هیچ تعالیم دیگری نمانده‌است جز روبرو شدن او با پدرش دارت ویدر خبیث. یودا همچنین آخرین کلماتش را به سختی برای لوک بازگو کرده و می‌گوید که اسکای واکر دیگری هم غیر از او وجود دارد. پس از مرگ یودا، لوک با شبح اوبی وان کنوبی مواجه می‌شود و اوبی وان در جواب سؤال لوک که چرا پدرش دارت ویدر را به جای قاتل پدرش به او معرفی کرده، می‌گوید که ویدر روزگاری نامش آناکین اسکای‌واکر بوده‌است اما تحت تأثیر جنبه اهریمنی یا تاریک نیرو، دگرگون شده و از دیدگاه او، انسان خوب درونش را نابود کرده و به موجود شیطان صفتی بدل گشته‌است. اوبی وان به لوک می‌گوید که هدفش از بازگویی پیشین ماجرا برای او، این بوده تا لوک از روبروشدن و نبرد با پدرش ترسی به دل راه ندهد. اوبی وان همچنین، به فاش کردن راز واپسین کلمات یودا می‌پردازد و به لوک می‌گوید که پرنسس لیا خواهر واقعی اوست و آن‌ها به خاطر محافظت از شر امپراتور در بدو تولد از هم جدا شده‌اند.
لوک به سفارش اوبی‌وان کنوبی، در بحبوحه جدال نیروهای امپراتوری با انقلابیون، پیش پدرش می‌رود و با این عنوان که نمی‌تواند او را بکشد و هنوز خوبی را در او احساس می‌کند؛ شمشیر نوری خود را به نشانه تسلیم به ویدر واگذار می‌نماید. ویدر، لوک را تحویل امپراتور خبیث می‌دهد. امپراتور از لوک می‌خواهد تا به آن‌ها پیوسته و تسلیم خشمش شود. اما لوک سرباز زده و جدالی بین او و پدرش درمی‌گیرد. لوک در نبرد شمشیر زنی پیروز شده و با وجود تحریک امپراتور از کشتن پدرش منصرف می‌شود و شمشیر نورانیش را به کناری می‌افکند. امپراتور از فرط خشم از نیروی صاعقه استفاده می‌کند تا جان لوک را بگیرد ولی دارت ویدر، که اکنون از جنبه تاریک نجات یافته، متأثر از دیدن این صحنه، امپراتور را با دستانش بلند کرده و به درون محور استوانه‌ای رآکتور پرت می‌کند. جراحت‌های کشنده‌ای که بر اثر نیروی صاعقه امپراتور در ویدر به وجود می‌آید، باعث از کار افتادن سیستم حیاتی و کشته شدن او می‌شود.
همزمان تیم حمله انقلابیون، با از کار انداختن ژنراتور سپر محافظ مغناطیسی ستاره مرگ و هدف قرار دادن رآکتور اصلی، آن را نابود می‌کنند اما لحظاتی قبل از انفجار، لوک به همراه پیکر و زره پدرش موفق به ترک آنجا می‌شود.
در سیاره اِندور جایی که لیا، سولو و سایر دوستانش اکنون در آن به سر می‌برند، لوک به آن‌ها ملحق شده و به پیروی از آیین جدای‌ها پیکر پدرش را در تلی از هیزم می‌سوزاند. در پایان در سراسر کهکشان، جشنی برای بزرگداشت نابودی امپراتوری و پیروزی انقلابیون برگزار می‌شود.